# آهنگرکلا (گتاب)
اهنگرکلابزرگ، روستایی است از توابع بخش گتاب شهرستان بابل در استان مازندران ایران.

## جمعیت
این روستا در دهستان گتاب جنوبی قرار دارد و براساس سرشماری مرکز آمار ایران در سال ۱۳۸۵، جمعیت آن ۳،۶۹۰ نفر (۸۷۰خانوار) بوده‌است. مردم این روستا به زبان طبری گویش میکنند.